# Château de Longecourt-en-Plaine
Le château de Longecourt est situé sur la commune de Longecourt-en-Plaine, dans le département de la Côte-d'Or, en Bourgogne-Franche-Comté (France). Maison forte du XIIIe siècle au XVIe siècle, il est transformé en demeure de plaisance du XVIIe siècle au XIXe siècle.

## Historique

### La maison forte (XIIIesiècle-XVIesiècle)
Au XIIIe siècle, une maison forte de plaine, entourée de fossés avec un pont-levis ouvert à l'opposé du village, appartient à Robert de Boisleux, seigneur d'origine artésienne qui vit dans l'entourage du duc de Bourgogne. En 1298, le domaine est vendu au duc Robert II. Eudes IV doit ensuite céder son "rendez-vous de chasse", ainsi que les terres de la seigneurie, à son beau-frère Édouard Ier de Bar, en 1323, pour règlement de la dot de sa sœur Marie (mariée en 1310, sa dot n'avait pas encore été versée).
La famille de Bar, qui s'opposera au parti bourguignon, conserve "de jure" Longecourt jusqu'en 1436, date de sa vente par René d'Anjou, duc de Bar, à Jean de Fribourg, maréchal de Bourgogne. Cette période de plus d'un siècle voit l'abandon et la ruine progressive de la vieille forteresse alors envahie par les buissons épineux. Ainsi, en 1421, la duchesse Marguerite de Bourgogne qui en a la jouissance temporaire, utilise ses pierres pour édifier la grande tour ("Tour Marguerite") du château ducal voisin de Rouvres.
Jean de Fribourg constate l'état déplorable du site : une "cave" (la cuisine), une "motte" où s'élevait jadis un château et des fossés pleins témoignant d'un système défensif. Seules les maisons de la basse-cour cernées d'une seconde enceinte ont résisté : elles sont occupées par les fermiers et les manouvriers exploitant les terres. Fribourg concentre ses efforts sur le domaine seigneurial lui-même, au détriment de la bâtisse. Il fait reconstruire un moulin sur le canal d'évacuation des eaux.
En 1459, la famille de Baissey en hérite. Jean de Baissey fait restaurer le château avant de disparaître à bataille de Morat (1476). À partir de 1495, c'est son fils, Antoine de Baissey, qui entreprend la reconstruction en brique du château à son retour des guerres d'Italie. Elle est achevée en 1539 sous Claude de Baissey. Le plan général de l'édifice, les douves et la chapelle sont de cette époque. De même, les bâtiments de la basse-cour sont restaurés et un colombier construit. C'est dans cette demeure restaurée que les Baissey reçoivent, le 27 mai 1564, Catherine de Médicis accompagnée du jeune roi Charles IX lors du "tour de France". Le 9 juin 1593, la forteresse de Gaspard de Baissey est l'enjeu d'une dure lutte entre Ligueurs et partisans d'Henri de Navarre ; la prise du château force les Royalistes à fuir sur Vergy.

### Une demeure de plaisance (XVIIesiècle-XIXesiècle)

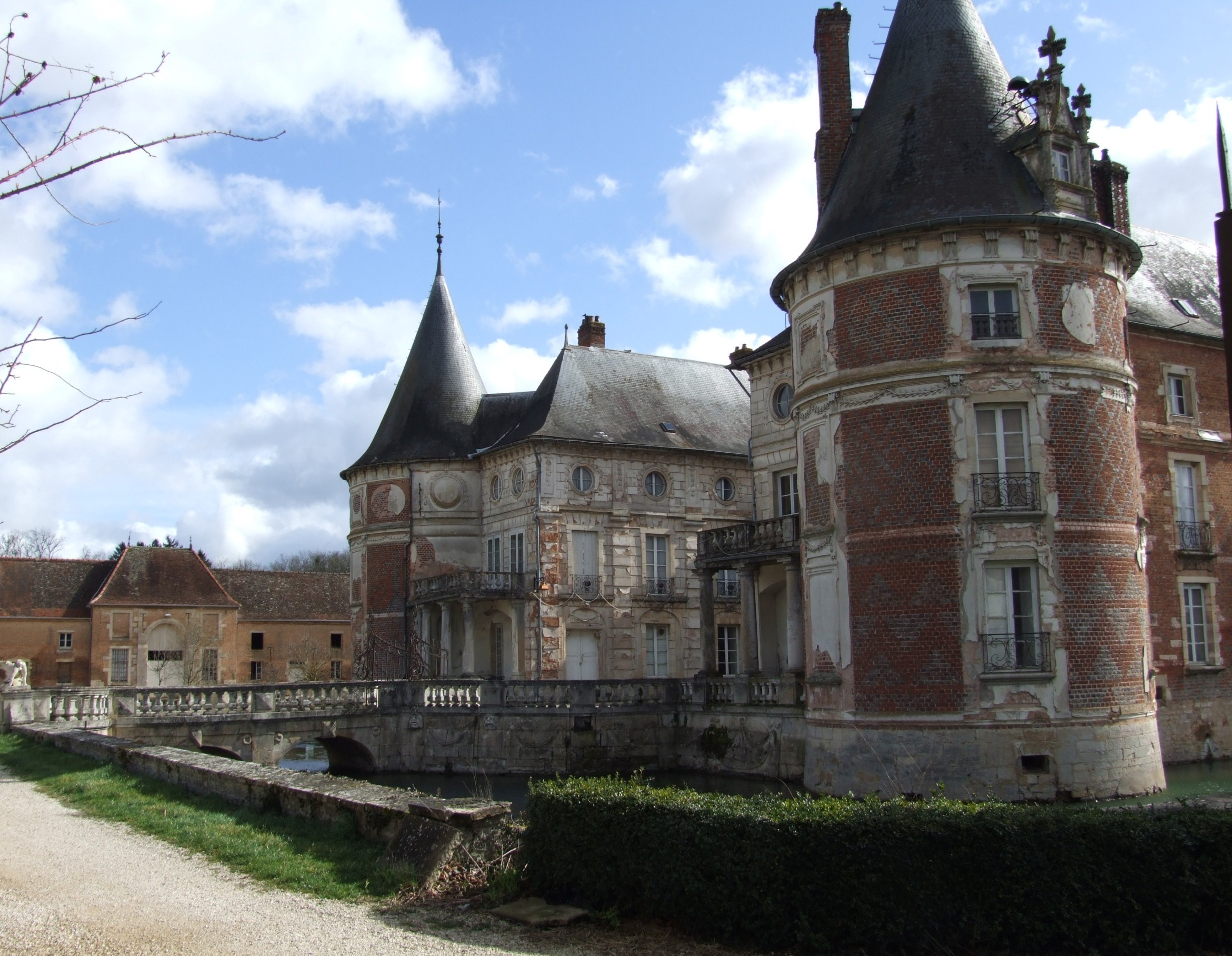
La façade nord

Dévastée en 1636 par les Impériaux de Gallas, la terre appartient alors aux marquis de Varennes : François (depuis 1620), Roger (en 1644) puis Joseph de Nagu (le fief est alors pris en 1654 par son parent et tuteur, Alexandre de Nagu). Cependant, au milieu du siècle, peut-être en raison de l'éloignement de Roger de Nagu, maréchal en poste de gouverneur à Aigues-Mortes, la seigneurie est un temps propriété de Gilles Berthet, maître d'hôtel du roi puis trésorier général des États de Bourgogne (attesté entre 1646 et 1651). Le 18 octobre 1680, c'est en tout cas Alexandre-Joseph de Nagu-Varennes qui revend le domaine à Jacques Berbis pour 80 000 livres. Celui-ci prévoit, d'après un plan retrouvé, de donner un aspect moins austère au château. Ainsi, dix ans plus tard, Berbis fait aménager les jardins (aujourd'hui disparus) après avoir dévié le cours de l'Oucherotte (1690). Il supprime également le corps de bâtiment nord : le château devient une demeure.

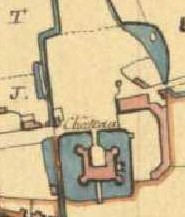
Plan du château (1844)

Toutefois, la transformation définitive en demeure de plaisance n'est réalisée qu'au XVIIIe siècle, de 1757 à 1761, grâce à l'architecte Nicolas Lenoir (dit "le Romain"), et pour le compte de Nicolas-Philippe Berbis. Des ouvertures sont percées dans les murailles de brique. Sur celles-ci, sont plaquées des guirlandes et des décors de stuc réalisés par des spécialistes allemands et italiens. On bâtit en avant des ailes des portiques d'ordre toscan supportant des balcons avec balustrades. Les dispositions intérieures du corps central sont complètement transformées : hall à colonnes au rez-de-chaussée et immense salon décoré de stuc imitant le marbre à l'étage. Les escaliers à vis, d'aspect médiévaux, sont remplacés par un escalier intérieur à double rampant. Même le mobilier est redessiné en accord avec la nouvelle configuration des lieux.
Lors de la Révolution, en 1793, une inspection signale l'excellent état du château, tout en préconisant de le transformer en manufacture d'étoffes de laine ! Au XIXe siècle, l'aspect de la cour intérieure est encore modifié. Une galerie à un étage éclairé de larges baies est ajoutée en avant du corps central. On construit aussi un pont (1860). Les lucarnes des tours sont restaurées en style néo-gothique. Les stucs du grand salon, saccagés lors de l'occupation allemande de 1870, sont également restaurés.

### L'époque contemporaine

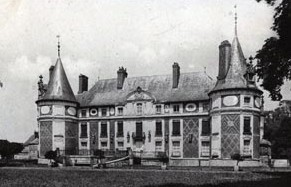
Château de Longecourt vers 1900

Durant la période de l'Occupation (1940-1944), le château ainsi que quelques maisons voisines sont réquisitionnés par les Allemands du "KG55" Kampfgeschwader 55 de bombardement de la base aérienne militaire voisine de Longvic afin de loger officiers et services. De novembre 1944 à mars 1945, ce sont les Américains du "320th Bomber Group" qui les remplacent quelques semaines : le quartier général du groupe s'installe au château alors que la troupe du 441th Squadron est logée sous des tentes dans les jardins,,.
Inscrit aux monuments historiques par arrêté du 20 septembre 1946, le château est aujourd'hui occupé par la famille Le Gouz de Saint-Seine ; l'hébergement y est possible (cinq chambres et une suite).

## Description
Présentation générale
Le château de Longecourt-en-Plaine est situé au centre du village, dans un joli parc de 40 hectares aux arbres tricentenaires, à proximité de l'Oucherotte. Il est entouré de douves que franchissent trois ponts dormants.
Le plan général de l'édifice, un quadrilatère flanqué de quatre tours, date de la campagne de travaux menée sous les Baissey (1459-1539) ; seules les cuisines datent du premier bâtiment.
Quelques éléments
- Cuisine du XIIIe siècle : pièce couverte d'une voûte retombant sur un pilier central, culots ornés de grotesques (angelots aux postures indécentes).
- Chapelle castrale (fin XVe siècle) dans la tour de l'angle nord-est : voûtes d'ogives à liernes et tiercerons ornées de feuillages et de clefs d'armoiries (de style gothique flamboyant) ; "piscine", ou cuvette de pierre, ménagée dans l'épaisseur du mur, avec trou d'écoulement, réservée aux ablutions de l'officiant ; pavements de carreaux émaillés armoriés à quintefeuilles engemmées alternant avec des dalles de pierre.
- Grand salon présentant des décors de 1756 : palmiers enguirlandes de roses, "bain de Diane" surmontant la cheminée, beau mobilier du XVIIIe siècle, panneaux de stuc
- Remarquables pavements de faïence (1495, charnière du Moyen Âge et de la Renaissance) aux motifs parfois traditionnels (écus armoriés et heaumes sommés de leur cimier, château lors de sa phase de reconstruction mis en abîme avec grand réalisme), parfois nouveaux (carreaux à portraits, sous la forme de médaillons d’hommes et de femmes). Si Antoine de Baissey continue d’apprécier les faïences en blanc et bleu, il fait tout de même appel à un artisan italien pour ces réalisations[12].
- Portrait de Marie de Bourgogne, épouse de Maximilien d'Autriche et fille de Charles le Téméraire, dans l'escalier qui monte vers la galerie.
- Jardins (collection de rosiers)